# Almodis de la Marche
Almodis de la Marche née vers 1023 et morte le 16 octobre 1071 à Barcelone est une femme de la haute noblesse méridionale médiévale. Elle fut successivement dame de Lusignan, comtesse de Toulouse, puis de Barcelone par ses mariages. Elle affirma le caractère politique d'épouse du comte et joua un rôle important auprès de ses différents maris, ainsi que de ses enfants. 

## Biographie

### Famille
Almodis est la fille du comte de la Marche Bernard Ier (991-1047) et de son épouse Amélie, dont l'origine familiale est inconnue.
Elle a pour frères les comtes de la Marche, Audebert II (♰ 1088), et Eudes Ier (♰ av. 12 nov. 1098), et pour sœurs Rangarde, comtesse de Carcassonne, Lucie, comtesse de Pallars,, et Agnès,.

#### Homonyme
Elle ne doit pas être confondue avec sa nièce, une autre Almodis de la Marche (♰ av. 1129), comtesse de la Marche, fille d'Audebert II et sœur de Boson III (♰ 1091), épouse de Roger III de Montgommery dit Roger le Poitevin (♰ v. 1123).

### Dame de Lusignan
Almodis épouse, vers 1035, Hugues V, seigneur de Lusignan, dont elle a deux fils. Mais pour des raisons de consanguinité le mariage est annulé,. La période correspond également à un changement d'alliance des comtes de la Marche qui se rapprochent des comtes de Toulouse.

### Comtesse de Toulouse
Vers 1040, Almodis épouse le comte de Toulouse, Pons. Elle est toujours son épouse le 29 juin 1053, puisqu'elle souscrit une charte de l'abbaye de Moissac à Cluny,. Peu après, Almodis est enlevée par Raimond-Bérenger Ier, comte de Barcelone,.

### Comtesse de Barcelone

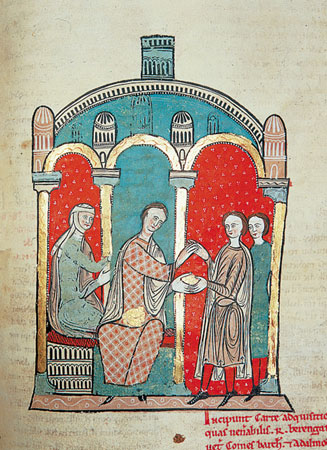
Raimond-Bérenger Ier de Barcelone et Almodis de la Marche, versant 2000 onces d'or à Raimond de Cerdagne et son épouse Adélaïde, en échange de leurs droits sur le comté de Carcassonne en 1067.

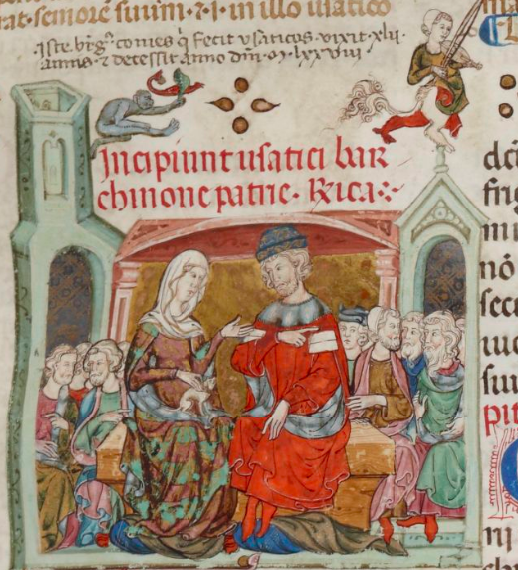
Almodis et Raimond-Bérenger à la cour de Barcelone

C'est en passant par Narbonne, avant de se rendre en pèlerinage à Rome, que Raimond-Bérenger Ier de Barcelone rencontre Pons et Almodis. Au retour de Rome, il enlève Almodis, qu'il aime, peut-être avec l'aide d'une flotte envoyée par son allié, l'émir musulman de Tortosa. Ils se marient immédiatement dès le 12 novembre 1054, bien que leurs précédents conjoints soient encore vivants.

#### Excommunication du couple
À la demande de l'épouse répudiée de Raymond-Bérenger, Blanche, soutenue par la grand-mère de Raymond-Bérenger, la comtesse douairière Ermessende de Carcassonne, le pape Victor II excommunie Raimond-Bérenger Ier et Almodis pour ce mariage : la sentence est confirmée par un concile des évêques de la province de Narbonne réuni à Toulouse. Raimond-Bérenger Ier et Almodis ont pourtant des fils jumeaux en 1054, Raymond-Bérenger et Bérenger-Raymond. En 1057, la comtesse Ermessende se réconcilie avec Raimond-Bérenger Ier et Almodis et leur prête hommage. Elle intercède également auprès du pape en faveur de la levée de l'excommunication. Raimond-Bérenger Ier et Almodis se rapprochent également des évêques catalans afin qu'ils écrivent au pape en sa faveur, en soutenant par exemple la reconstruction de la cathédrale romane de Barcelone. Finalement, le pape Victor II cède en 1057. Almodis, dont le mariage est confirmé et qui a donné deux enfants au comte est alors solidement installée.
Almodis joue un rôle véritable à la cour barcelonaise. Elle s'intéresse particulièrement au droit, en particulier aux textes wisigothiques, et participe à la rédaction des Usages de Barcelone. Enfin, Almodis noue même des relations étroites avec les émirs musulmans de Tortosa et de Dénia.

#### Politiques matrimoniales
Almodis s'occupe également de renforcer le pouvoir de son époux vis-à-vis de ses vassaux catalans. En 1054, elle organise les noces de sa sœur, Lucie de la Marche, qui l'a suivie à la cour de Barcelone, avec le dangereux comte de Besalù, Guillaume II. Ce projet d'union n'est pas suivie des faits. Un second accord est trouvé en 1057 et fait rentrer le comte dans la fidélité de Raimond-Bérenger Ier. En 1058, Lucie de la Marche est mariée à Artaud Ier comte de Pallars Sobirà,.
En 1066, Almodis se rend à Toulouse pour le mariage de sa fille Almodis de Toulouse avec Pierre Ier, comte de Melgueil ; elle souscrit deux chartes en faveur des abbayes de Saint-Gilles et de Moissac, en compagnie de ses fils Raymond IV de Saint Gilles et Guillaume IV de Toulouse,.

#### Achat des comtés de Carcassonne et de Razès
Comme Raimond-Bérenger Ier a eu un fils de sa première épouse Elisabeth, Pierre-Raimond, auquel est promis l'héritage barcelonais, Almodis s'occupe également de constituer un domaine pour ses fils.
Au décès du comte de Carcassonne, Roger III, sans descendance, Almodis pousse son mari a l'achat de Carcassonne, entre 1067 et 1070, que le couple comtal projette sans doute de donner en apanage à Pierre-Raimond, afin d'accorder le patrimoine catalan à leurs fils,. Almodis et Raimond-Bérenger Ier déboursent 4 000 mancus pour racheter les droits des sœurs du comte défunt (filles de Pierre Raymond de Carcassonne et de Rangarde de la Marche ; nièces d'Almodis) : Ermengarde de Carcassonne, épouse du vicomte d'Albi et de Nîmes, Raimond-Bernard Trencavel,,, et Adélaïde de Carcassonne, première épouse du comte de Cerdagne, Guillaume-Raymond,,.

### Décès et sépulture

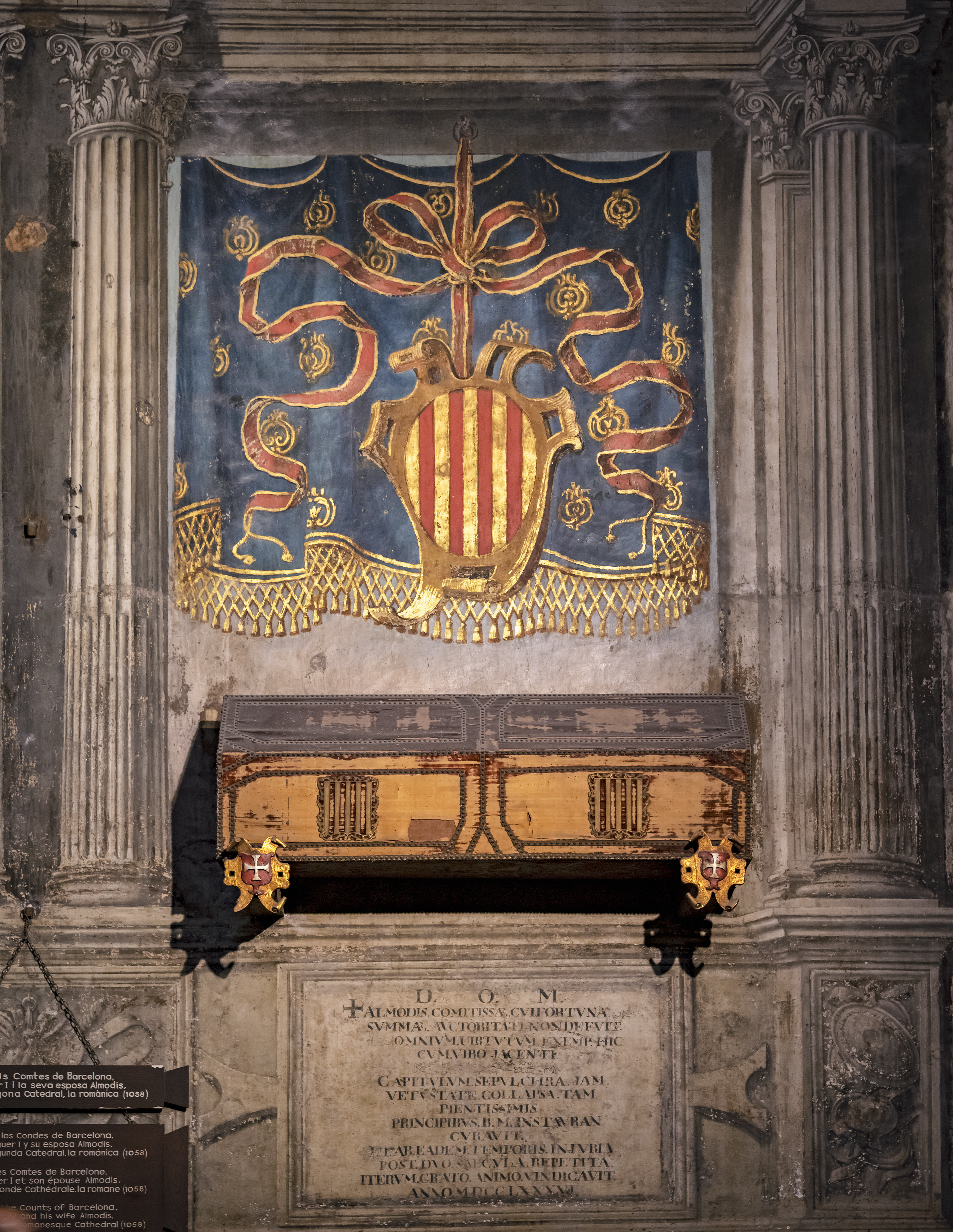
Sépulture d'Almodis de la MarcheCathédrale Sainte-Croix de Barcelone

Finalement, Almodis essaie de placer ses deux fils, Raimond-Bérenger et Bérenger-Raimond, à la tête du comté de Barcelone, évinçant le premier fils de Raimond-Bérenger Ier, Pierre-Raimond. Celui-ci prend ombrage des tentatives de sa belle-mère. Il l'assassine lui-même à Barcelone le 16 octobre 1071, crime pour lequel il est déshérité et exilé en terre d'Islam.
Almodis est inhumée dans la cathédrale de Barcelone.

## Mariages et descendance
Almodis a été mariée trois fois, dont les époux vécurent en même temps. Autre fait extraordinaire : elle donna naissance à trois reprises à des jumeaux qu'elle eu avec ses maris respectifs.

### HuguesVde Lusignan
Almodis épouse vers 1035 Hugues V de Lusignan dit le Pieux (v. 1021-8 oct. 1060), seigneur de Lusignan et de Couhé, fils d'Hugues IV dit le Chiliarque (av. 997-1030/1032), seigneur de Lusignan (1012-1030/1032) et d'Audéarde, sûrement issue des seigneurs de Chabanais et de Confolens. Elle a de cette union des jumeaux, :
- Hugues VI de Lusignan dit le Diable  (v. 1035-1110), seigneur de Lusignan ;
- Jourdain de Lusignan (v. 1035-ap. 1078).

Pour des raisons de consanguinité, le mariage fut annulé,.
C'est cependant de ce mariage que la famille de Lusignan va affirmer ses prétentions sur le comté de la Marche tout au long du XIIe siècle ; prétentions qui se concrétisent en 1199 lorsqu'Hugues IX le Brun, seigneur de Lusignan devient comte de la Marche,.

### Pons de Toulouse
Vers 1040, Almodis se remarie avec Pons (v. 995/97-1060), comte de Toulouse (1037-1060). Ils eurent quatre enfants dont les jumeaux Guillaume et Raymond :
- Guillaume IV (ap. 1045-1094), comte de Toulouse ;
- Raymond IV de Saint Gilles (ap. 1045-1105), comte de Saint-Gilles, puis de Toulouse et de Tripoli ;
- Hugues (attesté en 1063)
- Almodis de Toulouse (av. 1053-ap. 1132), mariée en 1066 à Pierre Ier (♰ v. 1086), comte de Melgueil[37].
  - Pons de Melgueil (♰ 1126), abbé de Cluny[61].

### Raimond-BérengerIerde Barcelone
Après le 4 novembre 1053 et avant le 12 novembre 1054, Almodis épouse Raimond-Bérenger Ier (1023-26 mai 1076), comte de Barcelone. Ils eurent quatre enfants, dont les jumeaux Raimond-Bérenger et Bérenger-Raimond :
- Raimond-Bérenger II de Barcelone dit Tête d'étoupe (1054-6 déc. 1082), comte de Barcelone ;
- Bérenger-Raimond II de Barcelone dit le Fratricide (1054-ap. 1097), comte de Barcelone ;
- Agnès de Barcelone (1055/56-av. 1076), mariée en 1070 à Guigues II dit le Gras (v. 1025-v. 1079), comte d'Albon[64],[65] ;
  - Guigues-Raymond d'Albon[66].
- Sancie de Barcelone (av. 1071-ap. 1102), mariée à  partir de 1085 à Guillaume-Raymond (♰ 1095), comte de Cerdagne[67],[68].

### Postérité
Almodis laisse une longue postérité, où les rivalités font aussi place aux alliances. Ses enfants se retrouvèrent ensemble à plusieurs reprises dans des expéditions militaires : en 1096, Hugues VI de Lusignan, Raymond IV de Saint Gilles et Bérenger-Raimond II de Barcelone participèrent à la première Croisade.
L'historien Martin Aurell en fait une « femme hors normes. Trois fois mariée, après avoir quitté à deux reprises un époux légitime en vie auquel elle avait donné une progéniture ; [...] usufruitière d'un vaste douaire [...] ; correspondante de l'émir musulman de Dènia ; présidant avec son époux aux synodes réformateurs [...] ; tuée enfin par son beau-fils... ».

## Fiction
L'historienne et romancière Tracey Warr a fait d'Almodis de la Marche l'héroïne de son premier roman, Almodis : The Peaceweaver (2011),.
Dans Ermessenda (ca), la mini-série télévisée catalane réalisée en 2011 inspirée de la vie d'Ermessende de Carcassonne, le personnage d'Almodis est joué par l'actrice Bea Segura,.

## Sources et bibliographie